# Sinophorus tumidus
Sinophorus tumidus är en stekelart som beskrevs av Sanborne 1984. Sinophorus tumidus ingår i släktet Sinophorus och familjen brokparasitsteklar. Inga underarter finns listade i Catalogue of Life.